# Tomorrowland
Tomorrowland è un festival di musica elettronica che si svolge in Belgio dal 2005.
È organizzato dalla ID&T (in parte fino al 2013) nel parco de Schorre, nei pressi della cittadina di Boom. Il festival è famoso anche per le decorazioni fantasy che caratterizzano i palchi, dai quali appaiono fuochi d'artificio, fontane d'acqua, fumo e coriandoli. Nell'edizione del 2011 Tomorrowland ha raggiunto le 120 000 presenze in tre giorni. Nel 2012 sono stati preparati 16 palchi in cui vari disc jockey si alternavano per 12 ore al giorno, mentre durante il weekend si sono contati 180.000 visitatori.

## Storia
Analogamente a Mysteryland, organizzato anch'esso dalla ID&T dal 1993, ma nei Paesi Bassi, il festival offre un'ampia varietà di generi all'interno della musica elettronica da ballo (EDM). Negli anni vi si sono esibiti i più noti dj internazionali, tra i quali Avicii, Martin Garrix, Armin Van Buuren, Fedde Le Grand, David Guetta, Hardwell, Dimitri Vegas & Like Mike, Nicky Romero, Skrillex, Tiësto, Zedd e Deadmau5.

### Edizione 2005

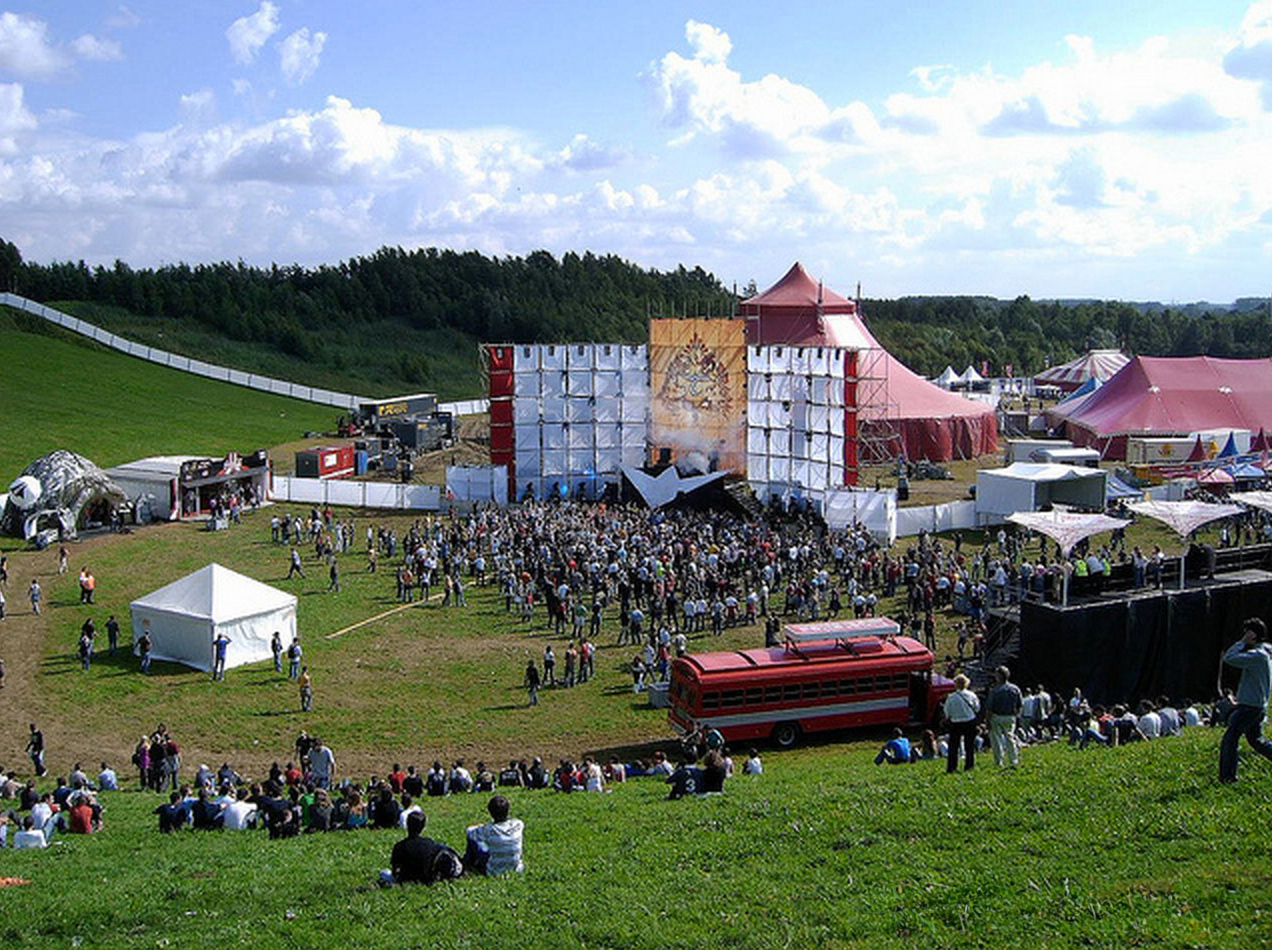
Tomorrowland 2005

La prima edizione del festival ha avuto luogo domenica 14 agosto 2005. Si sono esibiti Push (M.I.K.E.), Armin Van Buuren, Cor Fijneman, Gil Giunti, Yves Deruyter, Technoboy, Coone

### Edizione 2006

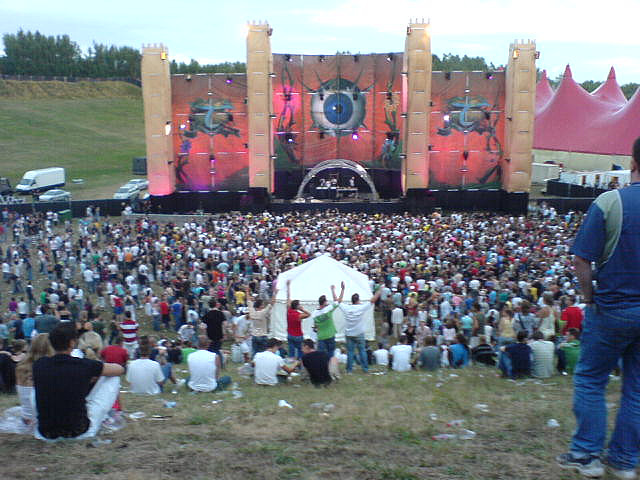
Tomorrowland 2006

Domenica 30 luglio 2006 si è svolta la seconda edizione. I nomi più noti erano quelli di Armin Van Buuren e David Guetta.

### Edizione 2007

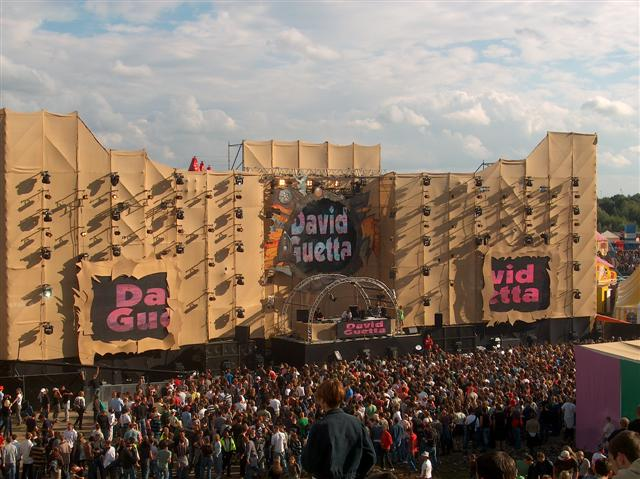
Tomorrowland 2007

La terza edizione per la prima volta è durata due giorni: sabato 28 e domenica 29 luglio 2007

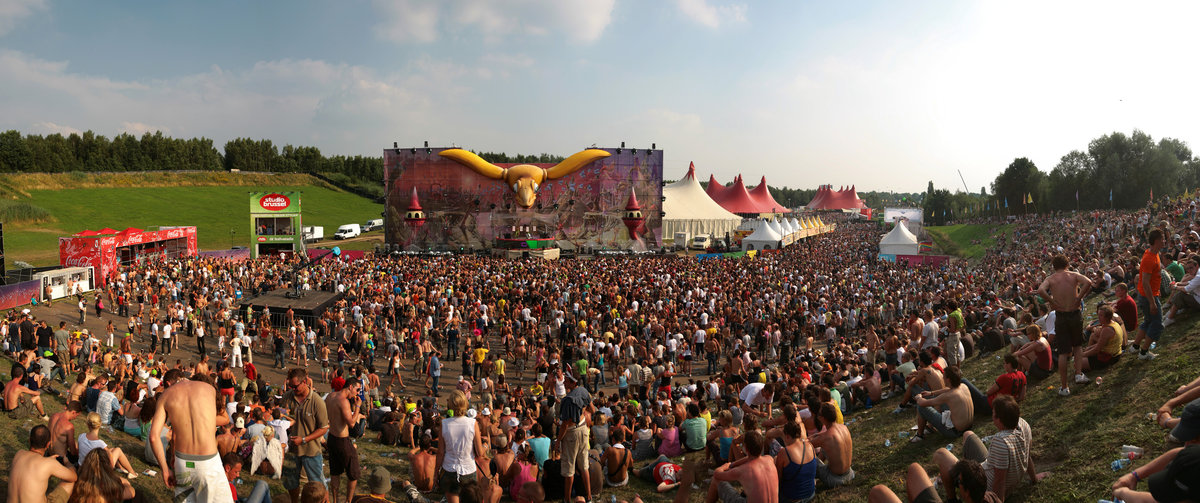
Tomorrowland 2008

### Edizione 2008
Nel 2008 il festival si è svolto sabato 26 e domenica 27 luglio 2008. Hanno partecipato più di 100 dj ed il numero dei visitatori ha superato quota 50 000.

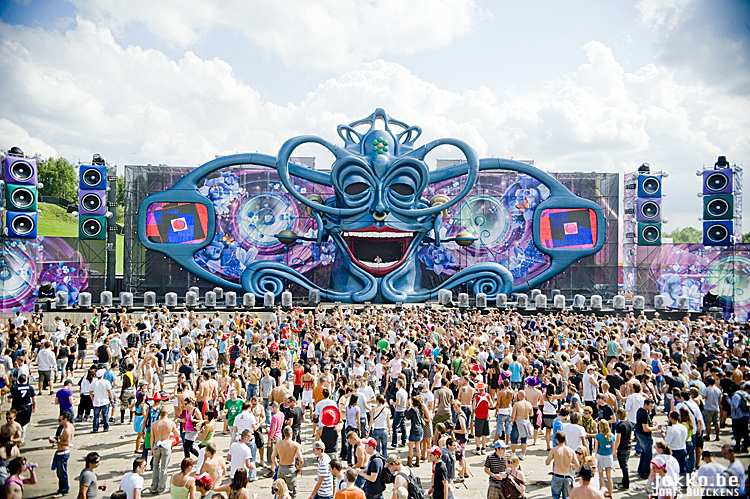
Tomorrowland 2009

### Edizione 2009
Ha avuto luogo sabato 25 e domenica 26 luglio 2009 ed ha attirato circa 80 000 persone. Si sono esibiti, tra gli altri, Moby, Push (M.I.K.E.) e Natural Born Deejays.

### Edizione 2010
La sesta edizione si è svolta sabato 24 e domenica 25 luglio 2010. Tra gli artisti più attesi troviamo gli Swedish House Mafia e David Guetta, artisti che hanno attirato ancora più visitatori, esaurendo i biglietti mesi prima dell'evento e superando per la prima volta le 100 000 presenze.

### Edizione 2011
La settima edizione si è svolta tra il 22 e il 24 luglio 2011. Solo pochi giorni dopo l'inizio della prevendita ufficiale dei biglietti era già registrato il tutto esaurito. La durata del festival fu estesa a tre giorni, raggiungendo i 120 000 visitatori. I palchi hanno ospitato artisti come: Avicii, David Guetta, Swedish House Mafia, Tiësto, Headhunterz, Fedde Le Grand, Carl Cox, Paul van Dyk, Laidback Luke (electro, House, Trance) e decine di altri.

### Edizione 2012
L'edizione 2012 si è svolta venerdì 27, sabato 28 e domenica 29 luglio 2012. Tra i partecipanti circa 400 dj, tra i quali Headhunterz (Hardstyle), Angerfist (Hardcore), Skrillex (Dubstep), Avicii, Hardwell, David Guetta, Swedish House Mafia, Afrojack, Steve Aoki, Carl Cox, The Bloody Beetroots, Alesso, Martin Solveig, Chuckie, Fatboy Slim e Nicky Romero (electro, House, Trance). Dato il grande successo internazionale del festival, l'organizzazione ha deciso di dare una possibilità di prelazione ai cittadini belgi con una prevendita di 80 000 su 180 000, il sabato 24 marzo 2012. In meno di un giorno sono stati venduti tutti i biglietti. La vendita in tutto il mondo è iniziata sabato 7 aprile 2012 alle ore 11. I restanti 100 000 biglietti sono stati venduti in meno di due ore. L'evento ha attirato persone di 72 nazionalità diverse, con 35 000 persone che hanno trovato ospitalità in uno speciale campeggio del festival, il cosiddetto, Dreamville. Aftermovie Tomorrowland 2012.

### Edizione Europea 2013
L'edizione 2013 si è svolta dal 26 al 28 luglio 2013. Tra i DJ che hanno partecipato al festival vi sono stati Redfoo, David Guetta, Alesso, Benny Benassi, Hardwell e molti altri. L'evento ha attirato più di 120.000 spettatori. Aftermovie Tomorrowland 2013.

### Edizione Americana 2013
Nel marzo 2013 la ID&T e la SFX Entertainment hanno annunciato l'avvio e la realizzazione di uno spin-off americano di Tomorrowland, noto come TomorrowWorld. La prima edizione del festival si è svolta dal 27 al 29 settembre 2013 a Chattahoochee Hills, nei pressi di Atlanta, in Georgia (USA), sito che verrà confermato anche per le successive edizioni, in quanto somiglia molto al parco De Schorre a Boom, dove si tiene Tomorrowland. Hanno partecipato dj del calibro di R3hab, Fedde Le Grand, Sebastian Ingrosso, Tiësto, Nervo, Alesso, Calvin Harris, Dimitri Vegas & Like Mike, Axwell, Steve Aoki, Afrojack, Quintino, Sander van Doorn, Nicky Romero, Hardwell, Armin van Buuren, David Guetta e molti altri. A differenza di Tomorrowland, dove l'età minima per entrare all'interno del festival è di 18 anni, a TomorrowWorld l'età minima per partecipare è di 21 anni. Aftermovie TomorrowWorld 2013.

### Edizione Europea 2014

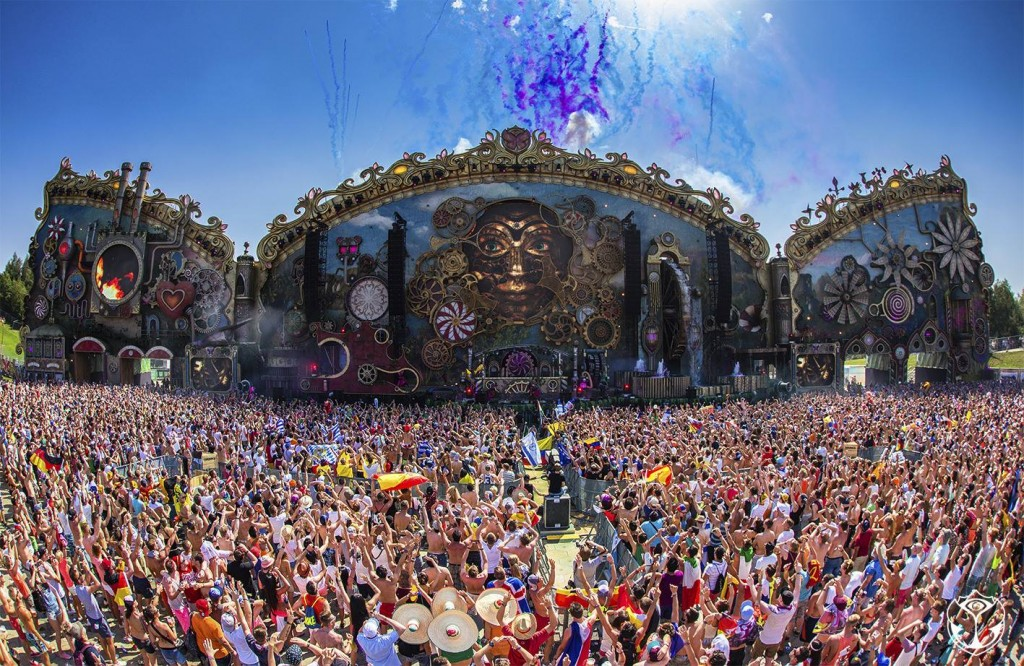
Tomorrowland 2014 (Belgio)

L'edizione 2014 si è svolta per la prima volta in due settimane: la prima dal 18 al 20 mentre la seconda dal 25 al 27 luglio 2014. Questa edizione Tomorrowland ha festeggiato il suo 10º anniversario. I biglietti sono stati esauriti già nel corso dell'apertura delle vendite. La formazione di questa edizione prevedeva l'esibizione di diversi artisti tra cui Dimitri Vegas & Like Mike, Armin Van Buuren, Afrojack, Hardwell, Redfoo, Tiesto, Nicky Romero, Steve Angello, Avicii, Steve Aoki, Axwell, Yves V, Martin Garrix e David Guetta, Skrillex e Benny Benassi. Questa edizione si è potuta vedere in streaming sul canale YouTube di Tomorrowland. Aftermovie Tomorrowland 2014.

### Edizione Americana 2014
La seconda edizione di TomorrowWorld si è svolta dal 26 al 28 settembre 2014. Hanno partecipato dj del calibro di Avicii, David Guetta, Dimitri Vegas & Like Mike, Diplo, Martin Garrix, Skrillex, Tiësto, Zedd, Nicky Romero, Steve Aoki, NERVO, Ferry Corsten, Carnage, Laidback Luke e molti altri. L'evento ha attirato 180 000 persone e i biglietti sul sito ufficiale sono terminati in pochi minuti. Aftermovie Tomorrow World 2014.

### Edizione Brasiliana 2015
A dieci anni dalla prima, questa edizione si è svolta venerdì 1, sabato 2 e domenica 3 maggio 2015 in Brasile ad Itu, São Paulo, nel Parque Maeda. Hanno partecipato DJ del calibro di Steve Aoki e Angello, Laidback Luke, Hardwell, David Guetta, Dimitri Vegas & Like Mike, Art Department, Redfoo, Blasterjaxx, Armin Van Buuren. Il festival ha attirato circa 180 000 persone da tutto il mondo ed i biglietti sono stati tutti venduti nel giro di un solo giorno. Anche questa edizione si è potuta seguire in streaming sul sito ufficiale di Tomorrowland. Quest'edizione che si è tenuta in Brasile ha preso il nome di Tomorrowland Brasil. Aftermovie Tomorrowland Brasil 2015.

### Edizione Europea 2015
Il festival europeo si è svolto il 24, 25 e 26 luglio 2015 presso la cittadina di Boom in Belgio. Le formazioni del 2015 hanno previsto 14 stage, tra label e sponsor vari, il Main Stage, in italiano, Palco Principale, ha goduto invece di dj del calibro di: Avicii, Oliver Heldens, Ummet Ozcan, Dyro, W&W, Nicky Romero, Alesso, Redfoo, David Guetta Steve Aoki, Martin Solveig, Otto Knows, Don Diablo, Deorro, Blasterjaxx, Dillon Francis, Martin Garrix, Armin Van Buuren, Dimitri Vegas & Like Mike, Axwell Ʌ Ingrosso, Markus Schulz, Dannic, DVBBS, Chuckie, le sorelle Nervo, Steve Angello, Afrojack, Hardwell, Tiësto, gli italiani VINAI e Marnik e 3 Are Legend (trio composto da Dimitri Vegas & Like Mike e Steve Aoki).

### Edizione Americana 2015
La terza edizione di TomorrowWorld si è svolta dal 25 al 27 settembre 2015. Hanno partecipato artisti come, Benny Benassi, Dj Snake, Ferry Corsten, Joseph Capriati, Tchami, Steve Angello, Afrojack, Dimitri Vegas & Like Mike, Paul van Dyk, Hardwell, Armin van Buuren, David Guetta, Martin Garrix e molti altri.
A causa di un violento nubifragio che si è abbattuto sul festival, mandando in confusione l'organizzazione e annullando molti dj set, molte persone sono state costrette a dormire in mezzo alla strada nell'attesa che le comunicazioni venissero ripristinate per poter tornare a casa. A causa di questo evento e del debito alto che aveva in precedenza, la SFX Entertainment è fallita e con un video comunicato sulla pagina Facebook ufficiale, è stata costretta ad annullare l'edizione 2016.

### This was tomorrow
Nel novembre del 2015 nelle pagine ufficiali relative al festival è apparsa la notizia che sarebbe stato prodotto un film. Sempre nel medesimo mese è stato lanciato il video trailer sul canale della piattaforma di videosharing YouTube. Il 1º dicembre il film è stato pubblicato e mantenuto online per 15 giorni per poi essere rimosso il 16 dicembre. Il contenuto del film della durata di un'ora, contiene immagini e riprese dei festival svolti durante il 2015, il Tomorrowland europeo, l'edizione brasiliana Tomorrowland Brasil, e quella statunitense TomorrowWorld e svariate interviste e approfondimenti su djs e le cosiddette "People of Tomorrowland", gli aderenti all'evento. Sarà a breve disponibile il documentario sulla internet TV Netflix.

### Edizione Brasiliana 2016

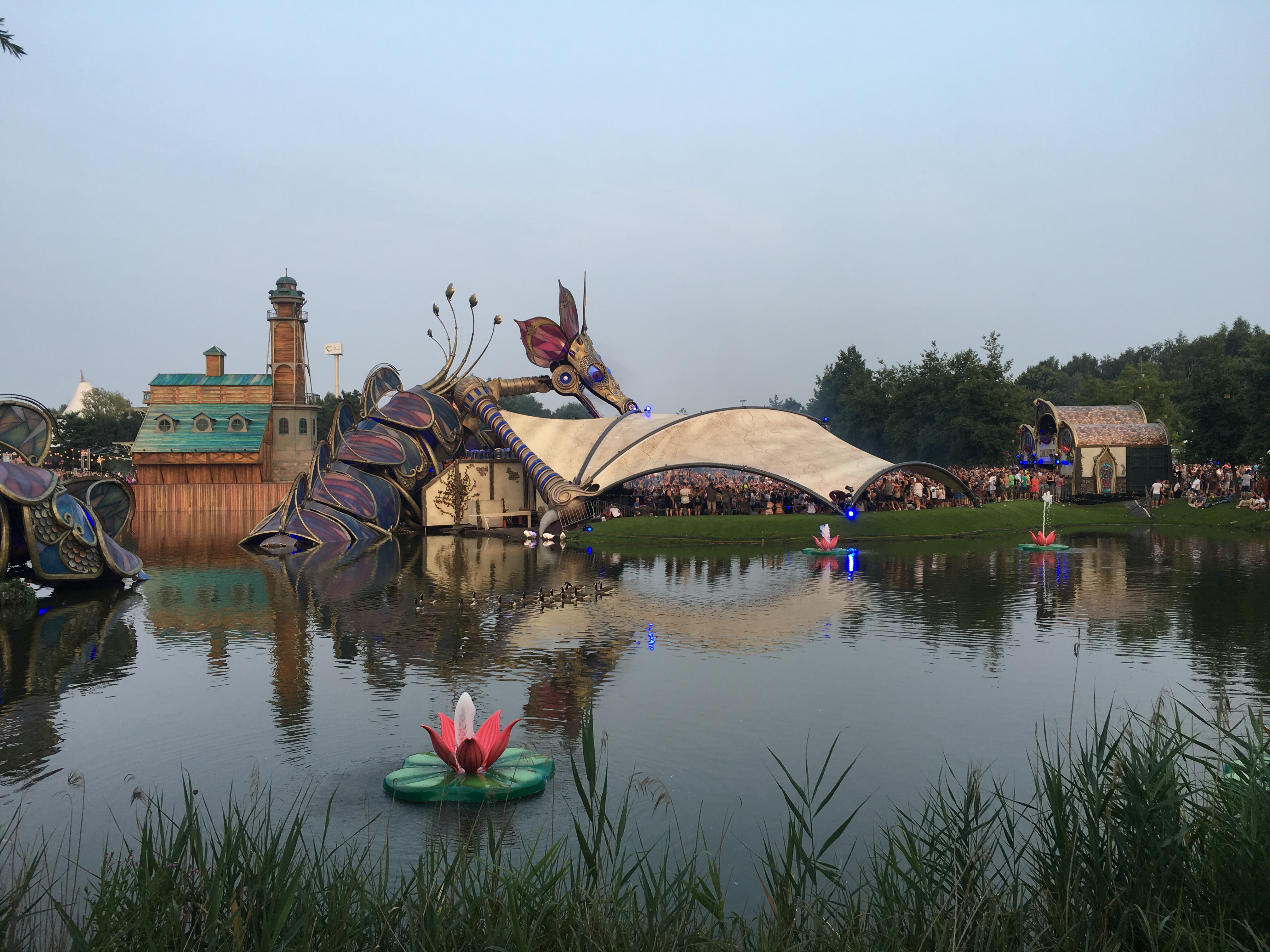
Tomorrowland 2016 (Belgio)

La seconda edizione di Tomorrowland Brasil si è svolta dal 21 al 23 aprile 2016. Hanno partecipato dj del calibro di David Guetta, Armin van Buuren, Axwell /\ Ingrosso, Alesso, Afrojack, Steve Angello, Nicky Romero, W&W, Dimitri Vegas & Like Mike, Yves V, Robin Schulz, Lost Frequencies, Laidback Luke, Ferry Corsten, Alok, Ftampa e molti altri. Nei primi giorni di dicembre la pagina Facebook ufficiale di Tomorrowland Brasil ha annunciato la cancellazione del festival brasiliano per il 2017, a causa della condizione economica brasiliana, nessuna conferma ufficiale è stata rilasciata da ID&T per un futuro ritorno del festival nel 2018. Aftermovie Tomorrowland Brasil 2016.

### Edizione Europea 2016
Il festival si è svolto il 22, 23 e 24 luglio 2016 presso la cittadina di Boom in Belgio. Le formazioni del 2016 hanno previsto 15 stage. Hanno partecipato DJ del calibro di David Guetta, Oliver Heldens, Dimitri Vegas & Like Mike, Martin Garrix, Steve Angello, Steve Aoki, Afrojack,Tiësto.  Anche questa edizione si è potuta seguire in streaming sul sito ufficiale di Tomorrowland.

### Edizione 2017

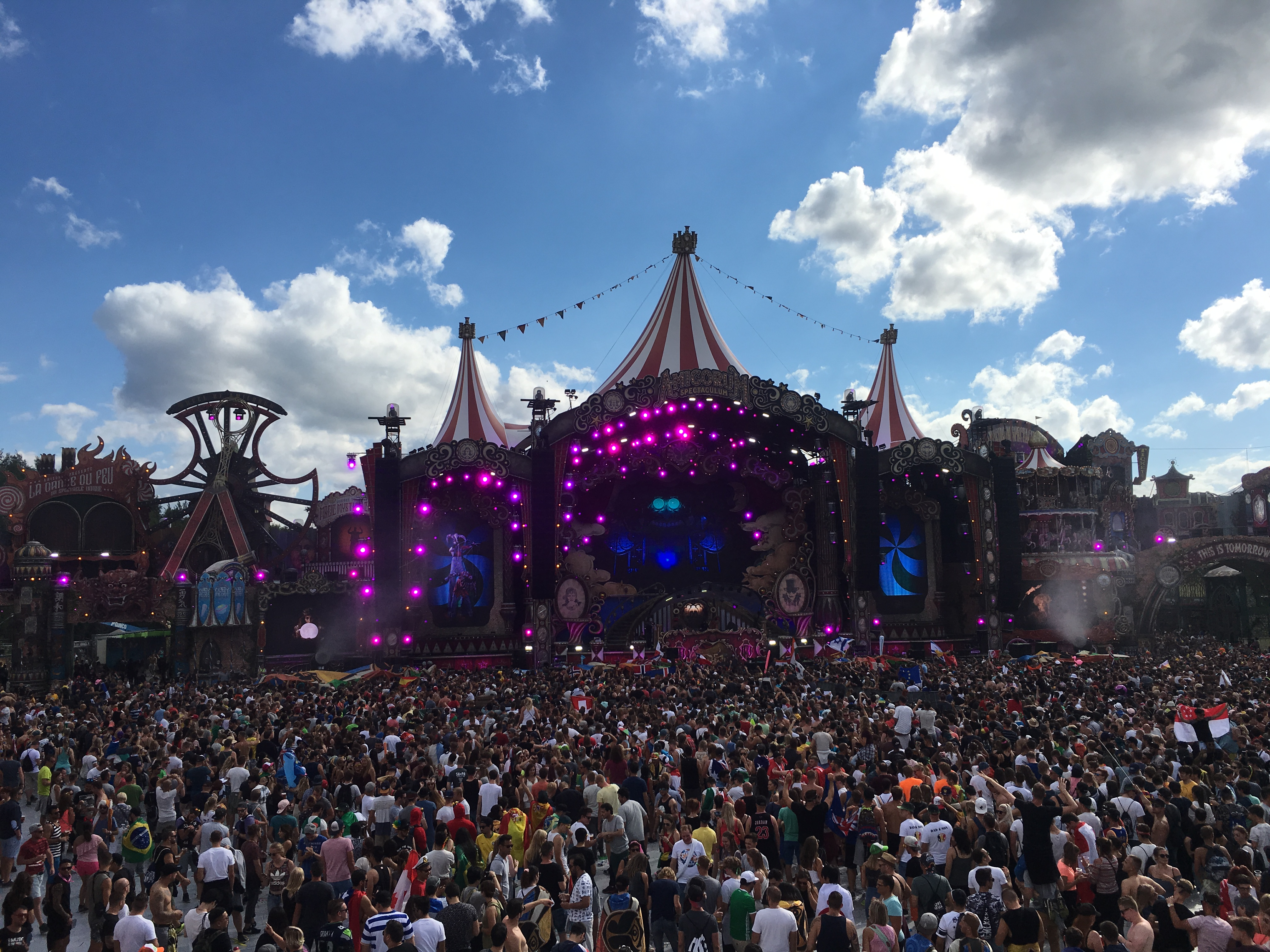
Tomorrowland 2017 (Belgio)

Questa edizione si è svolta in 2 weekend: 20, 21, 22, 23 luglio 2017. Nella prima settimana hanno suonato DJ come Carl Cox, Marshmello, Eric Prydz, Tiësto, Steve Aoki, Laidback Luke, Yves V, Paul Van Dyk. La seconda settimana si è svolta a partire dal 27, 28, 29, 30 luglio 2017. Hanno partecipato DJ come David Guetta, Bassjackers, Afrojack, le sorelle NERVO, Sander van Doorn, Martin Garrix, Martin Solveig, Sophie Francis, VINAI, Armin van Buuren, Don Diablo, W&W e KSHMR. L'ultimo giorno del festival è stato trasmesso da Rai 4.

### Edizione 2018

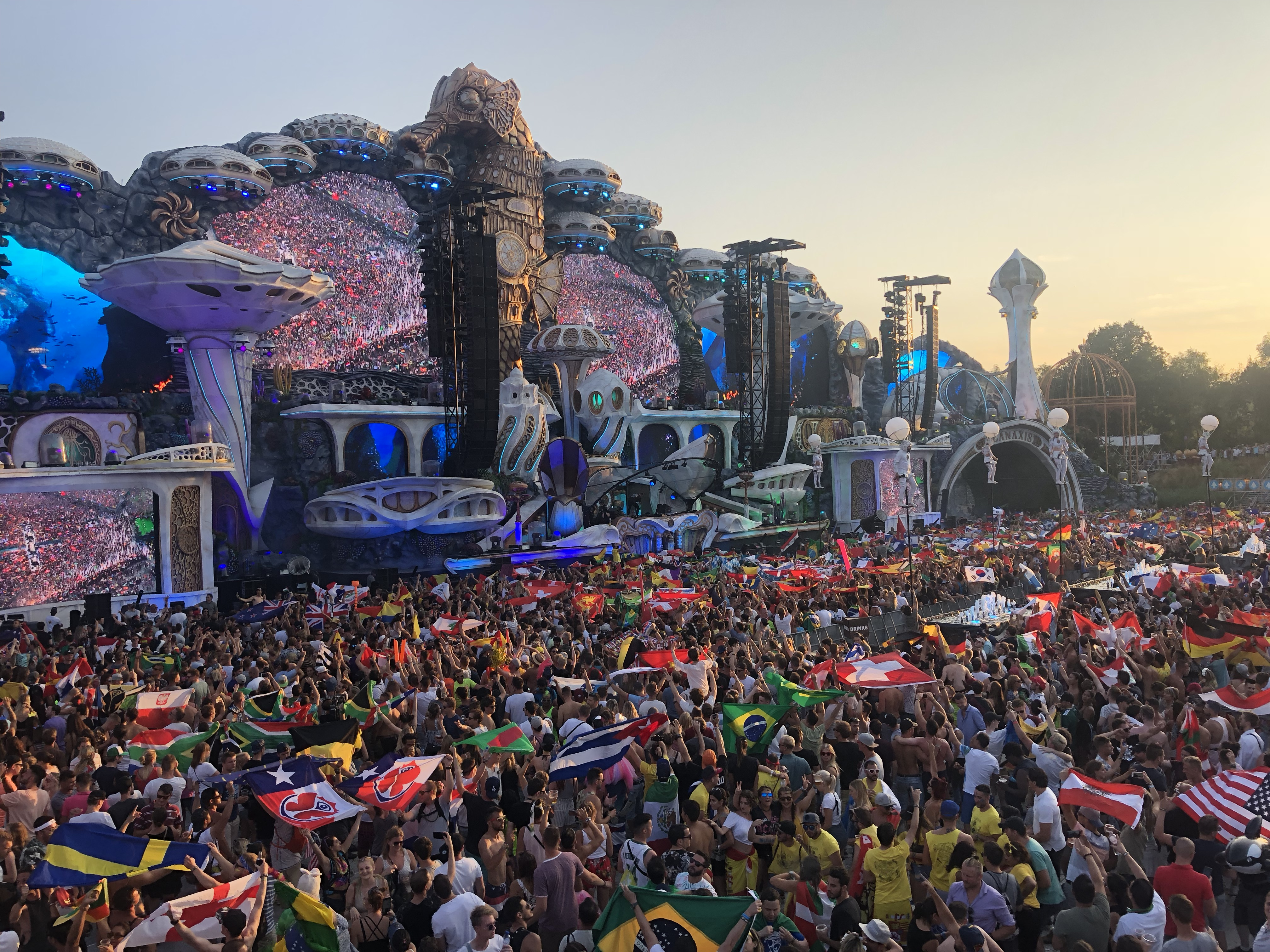
Tomorrowland 2018 (Belgio)

Questa edizione si è svolta in 2 weekend: 19, 20, 21, 22 e 26, 27, 28, 29 luglio 2018. Nel primo weekend hanno suonato al mainstage DJ come Hardwell, Carl Cox, Steve Aoki, Alesso, Steve Angello, Armin van Buuren, Yves V, Paul Kalkbrenner, Tujamo, Salvatore Ganacci, Lost Frequencies. Nel secondo weekend hanno suonato DJ come Dimitri Vegas & Like Mike, Martin Garrix, le sorelle Nervo Above & Beyond, David Guetta, Tiësto, Axwell /\ Ingrosso, Don Diablo, Robin Schulz, Oliver Heldens, Thomas Beringher, Jauz, Alessandra Roncone. Da notare che alcuni artisti si sono esibiti in tutti e due i weekend. L'ultimo giorno del festival è stato trasmesso da Rai 4 coi Dj set di Steve Angello, David Guetta e Martin Garrix.

### Edizione Invernale 2019
Dopo il successo dell'edizione 2018 e di UNITE with Tomorrowland, Tomorrowland ha aperto un nuovo festival sulle Alpi francesi. Si chiama Tomorrowland Winter e si è svolta ad Alpe d'Huez il 13, 14 e 15 marzo 2019 in piena settimana, per non andare a coincidere con le vacanze scolastiche. Il tema è The Hymn of the Frozen Lotus, in italiano, Inno al Loto Congelato. Hanno partecipato DJ come Afrojack, Dimitri Vegas & Like Mike, Martin Garrix, Armin van Buuren, Salvatore Ganacci, Steve Aoki, Lost Frequencies, Joris Voorn, Kolsch e molti altri. Il festival ha richiamato sulla piccola località sciistica circa 25 000 persone da tutto il mondo.

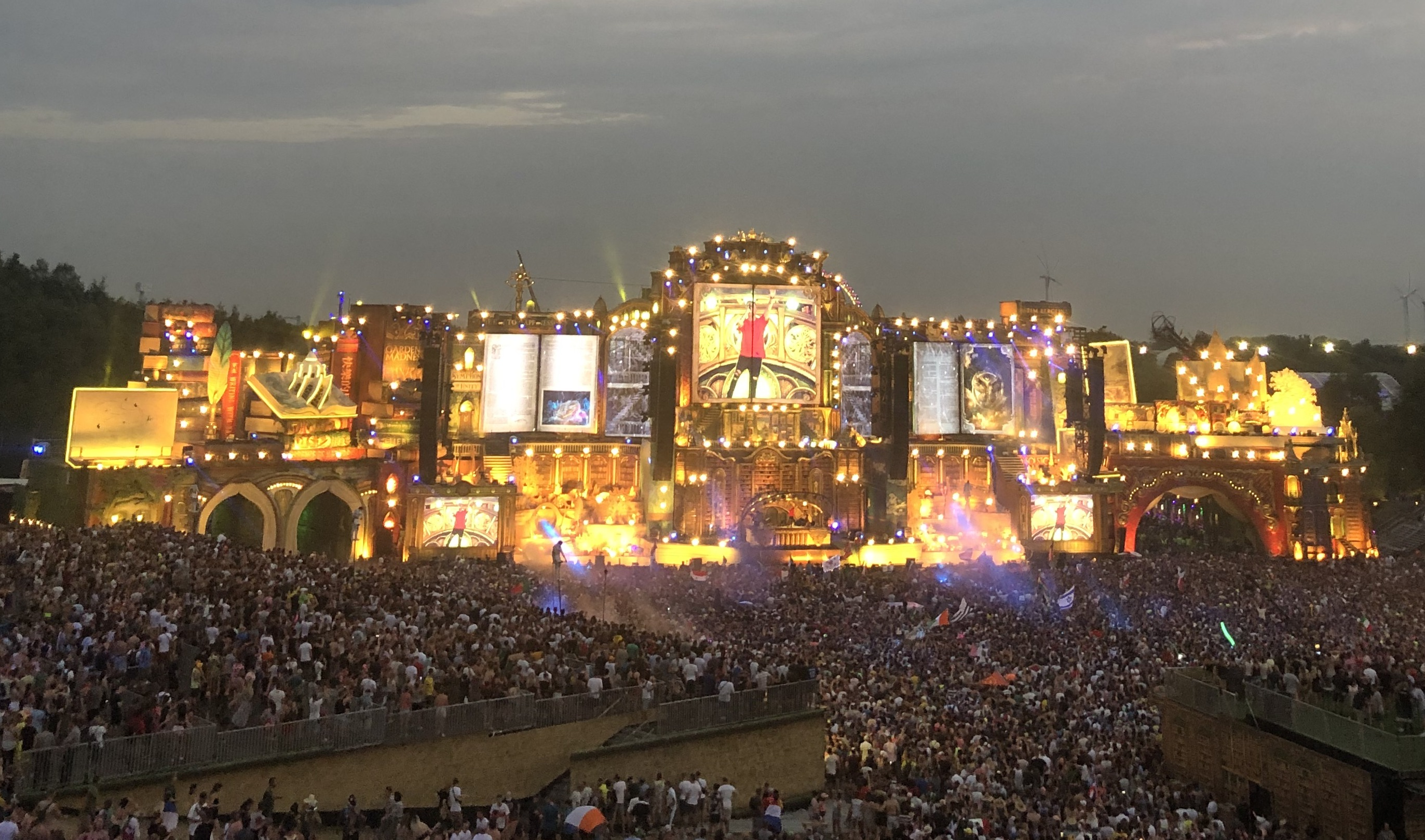
Tomorrowland 2019

### Edizione 2019
Questa edizione si è svolta in 2 weekend: 18, 19, 20, 21 e 25, 26, 27, 28 luglio 2019. Per festeggiare la 15ª edizione, Tomorrowland ripropone il tema conduttore, The Book of Wisdom, che torna dopo il suo debutto nel 2012. Oltre 1000 artisti si sono esibiti nel festival. Nel primo weekend hanno suonato al mainstage DJ come Tiësto, Armin van Buuren, Carl Cox, Afrojack, Dimitri Vegas & Like Mike, The Chainsmokers, Dj Snake, KSHMR e molti altri. Nel secondo weekend hanno suonato al mainstage DJ come The Chainsmokers, Alesso, Vini Vici, Armin van Buuren, Lost Frequencies, Dimitri Vegas & Like Mike, Dj Snake e molti altri. Per chiudere i due weekend, Dimitri Vegas & Like Mike assieme a Steve Aoki (3 Are Legend), e Armin van Buuren nel secondo weekend, hanno dedicato un set celebrativo la domenica sera per celebrare i 15 anni di Tomorrowland. Da notare che alcuni artisti si sono esibiti in tutti e due i weekend. L'ultimo giorno del festival è stato trasmesso da Rai 4.

### Edizione Invernale 2020
Il giorno 5 marzo 2020 è stato annunciato che l'edizione 2020 del Tomorrowland Winter è stata cancellata, a seguito dell’emergenza sanitaria Coronavirus. In seguito gli stessi organizzatori hanno annunciato che anche l’edizione 2021 è stata cancellata.

### Edizione 2020
L'anno dopo l'anniversario, Tomorrowland scelse "The Reflection of Love" come tema, che era stato rivelato di nascosto sul palco principale nel 2019, poiché c'era un libro con quel titolo a tema vicino al centro del palco con "2020" in numeri romani. Il 15 aprile, Tomorrowland annunciò che l'edizione 2020 del festival non si sarebbe tenuta a causa della pandemia di COVID-19. Il 4 giugno, Tomorrowland annunciò che un festival virtuale sarebbe andato avanti al posto dell'edizione 2020. L'evento virtuale, intitolato "Tomorrowland Around the World", si tenne il 25 e 26 luglio e utilizzò Unreal Engine 4 per la creazione degli ambienti virtuali utilizzati durante l'evento. Tomorrowland organizzò anche un festival virtuale di Capodanno il 31 dicembre, che si tenne dalle 20:00 alle 3:00 in ogni fuso orario.

### Tomorrowland New Year's Eve
In seguito al successo dell'edizione virtuale avvenuta nell'estate del 2020, l'organizzazione decise di replicare l'esperienza sfruttando la piattaforma NAOZ, mandando in onda (sempre previo pagamento) il 31 dicembre 2020 un evento di Capodanno della durata di oltre 21 ore con 25 artisti, denominato Tomorrowland NYE, dove NYE è l'acronimo di new year's eve ovvero Capodanno. Alcuni DJ set sono stati resi disponibili qualche settimana dopo sulla piattaforma Apple Music.

### Edizione 2021
Il 17 marzo 2021, Tomorrowland ha annunciato che avrebbe posticipato il ritorno del festival fino all'ultimo fine settimana di agosto e al primo fine settimana di settembre. La mossa è stata un tentativo di rendere il festival più sicuro alla luce del calo dei tassi di infezione da COVID-19 e del programma di vaccinazione. La mossa avrebbe visto il festival svolgersi cinque settimane dopo le sue date abituali alla fine di luglio. Ad aprile, Tomorrowland ha annunciato che una seconda edizione di Tomorrowland Around the World si sarebbe tenuta durante le tradizionali date di luglio. Nonostante il Belgio pianificasse di consentire eventi all'aperto su larga scala con un massimo di 75.000 persone a partire dal 13 agosto 2021, il 17 giugno, i sindaci di Boom e Rumst hanno annunciato congiuntamente che avrebbero negato il permesso per lo svolgimento di Tomorrowland, citando preoccupazioni sui viaggi internazionali e la variante Delta. Il 23 giugno, il festival è stato quindi annullato per la seconda volta.

### Edizione 2022

Tomorrowland 2022

L'edizione del 2022 è stata estesa a tre weekend, dal 15 al 17 luglio, dal 22 al 24 luglio e dal 29 al 31 luglio. Il tema era "The Reflection of Love". Il festival ha accolto 600.000 visitatori da 200 paesi.

### Edizione 2023

Tomorrowland 2023

L'edizione del 2023 si è svolta in due weekend, dal 21 al 23 e dal 28 al 30 luglio. Più di 600 DJ si sono esibiti su 14 palchi diversi. La scaletta di luglio è stata annunciata il 28 gennaio 2023, durante l'evento digitale speciale "Adscendo - A Digital Introduction", un live streaming esclusivo per tutte le persone pre-registrate. L'evento live streaming digitale ha visto esibizioni di 30-60 minuti di R3HAB, Afrojack, Armin van Buuren, W&W, Amelie Lens, Ape Rave Club, Like Mike, Dom Dolla, Kölsch, Sunnery James & Ryan Marciano, Amber Broos, James Hype, Tale Of Us e Mandy.
Nel 2023, la provincia di Anversa e le città di Boom e Rumst hanno annunciato di aver raggiunto un accordo con WeAreOne.World (la società dietro il festival) per consentire a Tomorrowland di continuare a utilizzare De Schorre per i prossimi 66 anni.

### Edizione 2024

Tomorrowland 2024

Tomorrowland 2024 si è svolto dal 19 al 21 e dal 26 al 28 luglio con la partecipazione di 400.000 persone, celebrando il suo ventesimo anniversario.

## TomorrowWorld

Core, 2022

Il 20 marzo 2013, ID & T Belgium e SFX Entertainment hanno annunciato che avrebbe iniziato a organizzare uno spin-off americano di Tomorrowland, noto come TomorrowWorld. Il festival si svolge presso la fattoria Bouckaert a Chattahoochee Hills, in Georgia, situata a 48 chilometri a sud-ovest di Atlanta. Il sito è stato scelto appositamente per la sua somiglianza con la sede Boom in cui si svolge tradizionalmente Tomorrowland.
L'edizione inaugurale di TomorrowWorld, che si è tenuta dal 27 al 29 settembre 2013, ha riutilizzato il design del Libro della saggezza, utilizzato per il palco principale di Tomorrowland nel 2012. Il festival ha ospitato oltre 140.000 partecipanti nel fine settimana. Oltre alla musica, TomorrowWorld ha arricchito il suo contenuto artistico con musiche, danze e immagini straordinarie, non per ultimo, ha contribuito all'economia del territorio. I funzionari hanno riferito che TomorrowWorld 2013 ha portato $ 85,1 milioni nell'economia della Georgia, compresi $ 70 milioni direttamente ad Atlanta. Quel $ 70 milioni corrisponde all'impatto del Final Four NCAA nel 2013.
Secondo i funzionari di TomorrowWorld, circa 140 000 persone hanno partecipato all'evento e le loro spese dirette hanno aggiunto 28,7 milioni di dollari all'economia locale in aree come alloggio, ristoranti e visite turistiche.
L'edizione 2014 di TomorrowWorld si è tenuta dal 26 al 28 settembre 2014. Il tema era The Arising of Life e ha utilizzato il palco principale con la scenografia del vulcano utilizzata nell'edizione del 2013 di Tomorrowland. Il festival ha ospitato un concerto pre-festival chiamato, The Raduno, giovedì 25 settembre 2014 per i partecipanti che soggiornano a Dreamville, il campo di TomorrowWorld. Oltre 40 000 persone si sono accampate a Dreamville, vendendo l'opzione base del campeggio. Più di 160 000 persone hanno partecipato a TomorrowWorld 2014.
La terza e ultima edizione di TomorrowWorld si è tenuta nel fine settimana del 25 settembre 2015. L'evento è precipitato nel caos dopo essere stato danneggiato da condizioni meteorologiche avverse. Le piogge hanno reso i terreni fangosi e le strade d'ingresso sono diventate inutilizzabili. Sabato, a causa delle condizioni della strada, gli organizzatori hanno limitato il servizio navetta per i partecipanti in viaggio verso Atlanta; a coloro che non erano rimasti bloccati senza un riparo durante la notte, è stato necessario percorrere diversi km verso le aree in cui erano disponibili taxi e Uber. La mattina seguente, gli organizzatori del festival hanno annunciato che il resto del festival sarebbe stato aperto solo a coloro che si erano accampati sul posto e che i rimborsi sarebbero stati rilasciati a coloro che erano stati colpiti dai problemi di trasporto o che avevano acquistato i biglietti per il terzo giorno. Il 2 marzo 2016, la pagina ufficiale di TomorrowWorld su Facebook ha annunciato che il festival nel 2016, e per gli anni seguenti, non si terrà.

## Unisciti a Tomorrowland

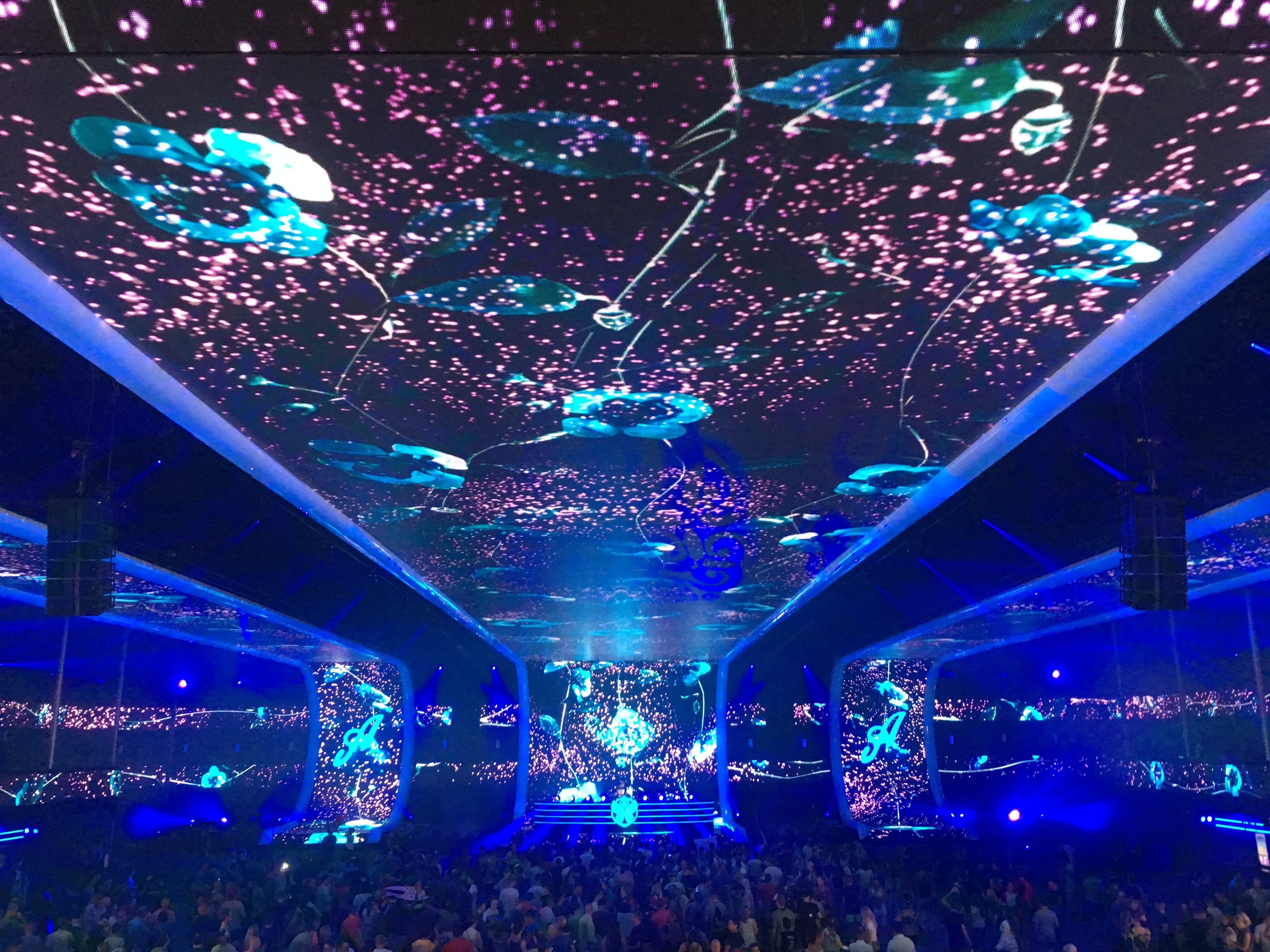
The Freedom stage, 2017

Tomorrowland ha anche organizzato in altri paesi eventi del tipo, Unite with Tomorrowland, da collegamento satellitare all'evento principale in Belgio, con streaming dal vivo del festival con effetti sincronizzati, uniti da headliner di persona. Unite with Tomorrowland opera attualmente negli Emirati Arabi Uniti, in Germania, Spagna, Libano, Taiwan, Malta, Corea del Sud e Israele.

## Incidenti
Nel 2015, la terza edizione di TomorrowWorld ad Atlanta, Georgia è stata colpita dal maltempo. Il sito del festival è diventato inaccessibile e il terzo giorno del festival (domenica) è stato successivamente annullato per i visitatori non in campeggio.

Il 29 luglio 2017, l'evento Unite a Parc de Can Zam, Barcellona, Spagna è stato interrotto dopo che lo stage è andato a fuoco per un malfunzionamento tecnico che ha provocato l'evacuazione di oltre 22 000 persone. I vigili del fuoco hanno ipotizzato che l'incendio fosse stato causato da un'esibizione pirotecnica fallita, tuttavia ciò non fu mai confermato ufficialmente. Il venticinque per cento del palco venne distrutto e venti persone furono curate a causa di lesioni minori o di attacchi di ansia. In una dichiarazione, Tomorrowland ha affermato:
"Sabato sera 29 luglio 2017, il palco UNITE di Barcellona ha preso fuoco a causa di un malfunzionamento tecnico. Grazie all'intervento professionale delle autorità, tutti i 22.000 visitatori sono stati evacuati in sicurezza e senza segnalazioni di feriti. Le autorità locali seguiranno e continueranno le indagini insieme all'organizzazione spagnola di UNITE."
Nel 2019, dopo il weekend 1, il soffitto del Freedom Stage è crollato a causa di una tempesta ed è rimasto chiuso per il weekend 2. Il Freedom Stage è stato convertito in un palco all'aperto fuori dalle porte del palco.

Nel 2023, durante l'edizione in Brasile di Tomorrowland, il festival si è trovato ad affrontare forti piogge durante il primo giorno e le infrastrutture locali non erano sufficientemente preparate per questo. Il secondo giorno il festival è stato annullato. In un comunicato stampa, Tomorrowland ha affermato:
"Pioggia e temporali persistenti e intensi hanno creato molte sfide e, sebbene gli spettacoli siano potuti continuare, la sede, i parcheggi e le strade di accesso sono troppo danneggiati e devono essere ripristinati. Questa notte e questa mattina, la troupe di produzione ha lavorato con tutte le sue forze per preparare il terreno del festival. Ora è asciutto, ma ci vorrà altro tempo. La sicurezza dei frequentatori del festival, della troupe e degli artisti è la massima priorità. I frequentatori del festival che soggiornano nel campeggio DreamVille saranno sistemati e The Gathering aprirà con un programma alternativo. Le informazioni sui rimborsi seguiranno presto. Verrà fatto ogni sforzo affinché il parco possa riaprire a tutti i frequentatori del festival sabato 14 ottobre."
Il 16 luglio 2025, ad appena due giorni dall'inizio della prima settimana del festival, durante le prove tecniche il palco principale viene investito da un incendio che lo danneggia irreparabilmente, senza fortunatamente causare feriti. Ciò che resta della struttura viene demolito ed in appena 48 ore viene allestito un nuovo palco.

## Promozione ed economia
Tomorrowland ha attualmente ventisei partner ufficiali tra cui Pepsi Max, Budweiser e Brussels Airlines che hanno attivato diverse campagne pubblicitarie per promuovere il festival. Dal 2011, Tomorrowland ha filmato l'evento e pubblicato i set su YouTube. Le riprese sono anche utilizzate per realizzare un filmato ufficiale in cui viene data maggiore enfasi ai frequentatori del festival che mirano a espandere le vendite dei biglietti per l'anno successivo. La troupe cinematografica è composta da circa 200 redattori, produttori e operatori televisivi.  Il canale YouTube di Tomorrowland, a partire da luglio 2011, ha ottenuto 2,2 miliardi di visualizzazioni e si contano oltre 11,2 milioni di abbonati. Altrove sui social media, Tomorrowland ha oltre 9,8 milioni di follower su Instagram,  e oltre 2,2 milioni di follower su X. L'edizione 2012 di Tomorrowland ha visto il debutto dei pacchetti di viaggio Tomorrowland completi, in collaborazione con la compagnia aerea, Brussels Airlines . Il pacchetto include un biglietto per il fine settimana oltre a sconti e alberghi e ha visto 25 voli che trasportano 2000 passeggeri da 17 città di partenza. Il 2013 ha visto un grande aumento di popolarità per questo pacchetto visto che 140 voli hanno trasportato 8000 passeggeri da 67 città con la destinazione dei cinque voli principali da Basilea, Tel Aviv, Ginevra, Oslo e Londra . Gli acquirenti dei pacchetti Global Journey hanno avuto la possibilità di effettuare l'upgrade a venti voli partyː dieci standard, otto con musica in streaming e due con dj set dal vivo.  Le precedenti sceneggiature del Global Journey sono state venute da Dimitri Vegas & Like Mike, Yves V e Romeo Blanco.  A partire dal 2017, Tomorrowland è stato associato a Dance FM UAE, che ha permesso la realizzazione di live setlist del festival e interviste esclusive con gli artisti da trasmettere sulla stazione.
Tomorrowland 2013 ha portato 70 milioni di euro all'economia belga, di cui 19 milioni sono stati spesi da persone che vivono fuori dal Belgio. Nel 2016 il festival ha portato 100 milioni di euro e ha impiegato 700 persone a tempo pieno prima e durante il festival. Nel 2017 ha riportato un valore simile, portando ancora € 100 milioni all'economia locale, ma quest'anno ha impiegato 12 000 persone durante il festival.

## Premi e nomination

### DJ Magazine
| Anno | Categoria                     | Luogo                       | Risultato            |
| ---- | ----------------------------- | --------------------------- | -------------------- |
| 2015 | Il miglior festival del mondo | Tomorrowland - Boom, Belgio | Vinto                |
| 2019 | Il miglior festival del mondo | Tomorrowland - Boom, Belgio | Vinto                |
| 2020 | Il miglior festival del mondo | Tomorrowland - Boom, Belgio | Sondaggio non svolto |
| 2021 | Il miglior festival del mondo | Tomorrowland - Boom, Belgio | Sondaggio non svolto |
| 2022 | Il miglior festival del mondo | Tomorrowland - Boom, Belgio | Vinto                |

### European Festivals Awards
| Anno | Categoria                     | Luogo                       | Risultato |
| ---- | ----------------------------- | --------------------------- | --------- |
| 2009 | Il miglior festival del mondo | Tomorrowland - Boom, Belgio | Nominato  |
| 2010 | Il miglior festival del mondo | Tomorrowland - Boom, Belgio | Nominato  |
| 2011 | Il miglior festival del mondo | Tomorrowland - Boom, Belgio | Nominato  |
| 2012 | Il miglior festival del mondo | Tomorrowland - Boom, Belgio | Vinto     |
| 2013 | Il miglior festival del mondo | Tomorrowland - Boom, Belgio | Nominato  |
| 2014 | Il miglior festival del mondo | Tomorrowland - Boom, Belgio | Nominato  |
| 2015 | Il miglior festival del mondo | Tomorrowland - Boom, Belgio | Nominato  |
| 2016 | Il miglior festival del mondo | Tomorrowland - Boom, Belgio | Nominato  |
| 2017 | Il miglior festival del mondo | Tomorrowland - Boom, Belgio | Nominato  |

### Electronic Music Awards
| Anno | Categoria          | Luogo                       | Risultato |
| ---- | ------------------ | --------------------------- | --------- |
| 2017 | Festival dell'anno | Tomorrowland - Boom, Belgio | Nominato  |

### Festicket Awards
| Anno | Categoria                       | Luogo        | Risultato |
| ---- | ------------------------------- | ------------ | --------- |
| 2016 | Miglior EDM / Festival di danza | Tomorrowland | 1 °       |

### International Dance Music Awards

#### Pre-2016
| Anno | Categoria               | Luogo                       | Risultato |
| ---- | ----------------------- | --------------------------- | --------- |
| 2011 | Miglior evento musicale | Tomorrowland - Boom, Belgio | Nominato  |
| 2012 | Miglior evento musicale | Tomorrowland - Boom, Belgio | Vinto     |
| 2013 | Miglior evento musicale | Tomorrowland - Boom, Belgio | Vinto     |
| 2014 | Miglior evento musicale | Tomorrowland - Boom, Belgio | Vinto     |
| 2015 | Miglior evento musicale | Tomorrowland - Boom, Belgio | Vinto     |
| 2016 | Miglior evento musicale | Tomorrowland - Boom, Belgio | Vinto     |

#### 2018-Present
| Anno | Categoria        | Luogo        | Risultato |
| ---- | ---------------- | ------------ | --------- |
| 2019 | Miglior festival | Tomorrowland | Vinto     |
| 2020 | Miglior festival | Tomorrowland | Vinto     |

### MTV Europe Music Awards
| Anno | Categoria               | Luogo        | Risultato |
| ---- | ----------------------- | ------------ | --------- |
| 2015 | Migliore scena mondiale | Tomorrowland | Nominato  |
| 2016 | Migliore scena mondiale | Tomorrowland | Nominato  |
| 2017 | Migliore scena mondiale | Tomorrowland | Nominato  |

### Red Bull Elektropedia Awards
| Anno | Categoria        | Luogo        | Risultato |
| ---- | ---------------- | ------------ | --------- |
| 2011 | Miglior festival | Tomorrowland | Vinto     |
| 2012 | Miglior festival | Tomorrowland | Vinto     |
| 2013 | Miglior festival | Tomorrowland | Vinto     |

### UK Festival Awards
| Anno | Categoria                   | Luogo                 | Risultato |
| ---- | --------------------------- | --------------------- | --------- |
| 2014 | Miglior festival all'estero | Tomorrowland (Belgio) | Vinto     |